# Campeonato Sudamericano de Baloncesto Sub-15 de 2009
El Campeonato Sudamericano de Baloncesto Sub-15 de 2009 corresponde a la VIII edición del Campeonato Sudamericano de Baloncesto Sub-15, que es organizado por FIBA Américas. Fue disputado en el Coliseo Rosado en la isla de San Andrés en el archipiélago de San Andrés, Providencia y Santa Catalina, en Colombia entre el 27 de septiembre y el 4 de octubre de 2009 y los 3 mejores clasifican al Fiba Americas Sub-16 a realizarse en 2010

## Grupo único
– Jugarán la final y clasificarán al FIBA Américas.
     – Jugaran por el tercer puesto y por el último cupo al FIBA Americas.
     – Jugaran por el quinto puesto.
     – Séptimo Puesto.
|   | Equipo    | Pts | J | G | P | PF  | PC  | Dif  |
| - | --------- | --- | - | - | - | --- | --- | ---- |
| 1 | Argentina | 12  | 6 | 6 | 0 | 468 | 332 | +136 |
| 2 | Brasil    | 11  | 6 | 5 | 1 | 452 | 315 | +137 |
| 3 | Uruguay   | 10  | 6 | 4 | 2 | 441 | 335 | +106 |
| 4 | Paraguay  | 8   | 6 | 2 | 4 | 299 | 387 | -88  |
| 5 | Chile     | 8   | 6 | 2 | 5 | 363 | 398 | -35  |
| 6 | Colombia  | 7   | 6 | 1 | 5 | 317 | 386 | -69  |
| 7 | Ecuador   | 7   | 6 | 1 | 5 | 312 | 499 | -187 |

| 27 de septiembre, 16:00                  | Uruguay                              | 83 - 49                               | Chile                      |  |
| Reporte                                  |                                      |                                       |                            |  |
| Parciales: 23-4, 19-12, 30-14, 11-19     | Parciales: 23-4, 19-12, 30-14, 11-19 | Parciales: 23-4, 19-12, 30-14, 11-19  | Coliseo Rosado, San Andrés |  |
| Luciano Parodi 16 puntos                 | Pts                                  | Javier Andre Sotelo 11 puntos         | Coliseo Rosado, San Andrés |  |
| Hernando Cáceres 6 rebotes               | Rebs                                 | Antonio Andrés Pinedo 5 rebotes       | Coliseo Rosado, San Andrés |  |
| Leonardo Gabriel Bouchaton 4 asistencias | Asists                               | Simón Gabriel Fernández 5 asistencias | Coliseo Rosado, San Andrés |  |

| 27 de septiembre, 18:00             | Argentina                           | 75 - 39                             | Paraguay                   |  |
| Reporte                             |                                     |                                     |                            |  |
| Parciales: 14-4, 19-10, 18-18, 24-7 | Parciales: 14-4, 19-10, 18-18, 24-7 | Parciales: 14-4, 19-10, 18-18, 24-7 | Coliseo Rosado, San Andrés |  |
| Martin Massone 20 puntos            | Pts                                 | Leandro Evair Ferreira 9 puntos     | Coliseo Rosado, San Andrés |  |
| Juan Martin Campos 7 rebotes        | Rebs                                | Juan Martin Alonso 5 rebotes        | Coliseo Rosado, San Andrés |  |
| Matias Bernardini 3 asistencias     | Asists                              | Cesar Mora 1 asistencia             | Coliseo Rosado, San Andrés |  |

| 27 de septiembre, 20:00              | Colombia                             | 71 - 52                              | Ecuador                    |  |
| Reporte                              |                                      |                                      |                            |  |
| Parciales: 17-6, 20-11, 19-20, 15-15 | Parciales: 17-6, 20-11, 19-20, 15-15 | Parciales: 17-6, 20-11, 19-20, 15-15 | Coliseo Rosado, San Andrés |  |
| Kevin Antonio Cuesta 23 puntos       | Pts                                  | Carlos Javier Cortez 22 puntos       | Coliseo Rosado, San Andrés |  |
| Tonny Jose Trocha 15 rebotes         | Rebs                                 | Carlos Javier Cortez 6 rebotes       | Coliseo Rosado, San Andrés |  |
| Juan Jose Lopez 5 asistencias        | Asists                               | Carlos Enrique Munoz 2 asistencias   | Coliseo Rosado, San Andrés |  |

| 28 de septiembre, 16:00              | Brasil                               | 93 - 42                              | Ecuador                    |  |
| Reporte                              |                                      |                                      |                            |  |
| Parciales: 27-6, 16-15, 30-10, 20-11 | Parciales: 27-6, 16-15, 30-10, 20-11 | Parciales: 27-6, 16-15, 30-10, 20-11 | Coliseo Rosado, San Andrés |  |
| Wesley Henrique Goncalves 15 puntos  | Pts                                  | Carlos Javier Cortez 15 puntos       | Coliseo Rosado, San Andrés |  |
| Luis Henrique Da Costa 5 rebotes     | Rebs                                 | Carlos Javier Cortez 6 rebotes       | Coliseo Rosado, San Andrés |  |
| Deryk Evandro Ramos 5 asistencias    | Asists                               | Oscar Marcelo Anrango 3 asistencias  | Coliseo Rosado, San Andrés |  |

| 28 de septiembre, 18:00               | Chile                                 | 64 - 89                               | Argentina                  |  |
| Reporte                               |                                       |                                       |                            |  |
| Parciales: 12-20, 17-30, 16-13, 19-26 | Parciales: 12-20, 17-30, 16-13, 19-26 | Parciales: 12-20, 17-30, 16-13, 19-26 | Coliseo Rosado, San Andrés |  |
| Ivo Bodizar Zivkovic 15 puntos        | Pts                                   | Martin Massone 22 puntos              | Coliseo Rosado, San Andrés |  |
| Aldo Felipe Rivera 7 rebotes          | Rebs                                  | Martin Massone 5 rebotes              | Coliseo Rosado, San Andrés |  |
| Kevin Ignacio Garcia 4 asistencias    | Asists                                | Rodrigo Haag 4 asistencias            | Coliseo Rosado, San Andrés |  |

| 28 de septiembre, 20:00              | Colombia                           | 46 - 57                                  | Uruguay                    |  |
| Reporte                              |                                    |                                          |                            |  |
| Parciales: 9-18, 17-9, 11-17, 9-13   | Parciales: 9-18, 17-9, 11-17, 9-13 | Parciales: 9-18, 17-9, 11-17, 9-13       | Coliseo Rosado, San Andrés |  |
| Kevin Antonio Cuesta 19 puntos       | Pts                                | Luciano Parodi 22 puntos                 | Coliseo Rosado, San Andrés |  |
| Kevin Antonio Cuesta 12 rebotes      | Rebs                               | Ignacio Franzosi 5 rebotes               | Coliseo Rosado, San Andrés |  |
| Jefferson Andrés Ocoro 2 asistencias | Asists                             | Leonardo Gabriel Bouchaton 5 asistencias | Coliseo Rosado, San Andrés |  |

| 29 de septiembre, 16:00               | Brasil                                | 66 - 52                               | Paraguay                   |  |
| Reporte                               |                                       |                                       |                            |  |
| Parciales: 19-13, 14-13, 16-15, 17-11 | Parciales: 19-13, 14-13, 16-15, 17-11 | Parciales: 19-13, 14-13, 16-15, 17-11 | Coliseo Rosado, San Andrés |  |
| Arthur Pecos Fernandes 12 puntos      | Pts                                   | Leandro Evair Ferreira 30 puntos      | Coliseo Rosado, San Andrés |  |
| Wesley Henrique Goncalves 14 rebotes  | Rebs                                  | Leandro Evair Ferreira 6 rebotes      | Coliseo Rosado, San Andrés |  |
| Arthur Pecos Fernandes 5 asistencias  | Asists                                | Cesar Mora 4 asistencias              | Coliseo Rosado, San Andrés |  |

| 29 de septiembre, 18:00               | Argentina                             | 73 - 66                               | Uruguay                    |  |
| Reporte                               |                                       |                                       |                            |  |
| Parciales: 13-20, 19-11, 20-16, 21-19 | Parciales: 13-20, 19-11, 20-16, 21-19 | Parciales: 13-20, 19-11, 20-16, 21-19 | Coliseo Rosado, San Andrés |  |
| Martin Massone 17 puntos              | Pts                                   | Luciano Parodi 31 puntos              | Coliseo Rosado, San Andrés |  |
| Martin Massone 7 rebotes              | Rebs                                  | Luciano Parodi 7 rebotes              | Coliseo Rosado, San Andrés |  |
| Juan Martin Campos 3 asistencias      | Asists                                | Luciano Parodi 4 asistencias          | Coliseo Rosado, San Andrés |  |

| 29 de septiembre, 20:00               | Chile                                 | 63 - 51                               | Colombia                   |  |
| Reporte                               |                                       |                                       |                            |  |
| Parciales: 13-12, 15-10, 20-17, 15-12 | Parciales: 13-12, 15-10, 20-17, 15-12 | Parciales: 13-12, 15-10, 20-17, 15-12 | Coliseo Rosado, San Andrés |  |
| Pablo Andrés Barraza 19 puntos        | Pts                                   | Tonny Jose Trocha 11 puntos           | Coliseo Rosado, San Andrés |  |
| Javier Andre Sotelo 9 rebotes         | Rebs                                  | Tonny Jose Trocha 17 rebotes          | Coliseo Rosado, San Andrés |  |
| Kevin Ignacio Garcia 5 asistencias    | Asists                                | Juan Jose Lopez 5 asistencias         | Coliseo Rosado, San Andrés |  |

| 30 de septiembre, 16:00              | Ecuador                              | 51 - 83                               | Chile                      |  |
| Reporte                              |                                      |                                       |                            |  |
| Parciales: 9-22, 13-25, 12-19, 17-17 | Parciales: 9-22, 13-25, 12-19, 17-17 | Parciales: 9-22, 13-25, 12-19, 17-17  | Coliseo Rosado, San Andrés |  |
| Carlos Enrique Munoz 12 puntos       | Pts                                  | Darrol Michael Jones 18 puntos        | Coliseo Rosado, San Andrés |  |
| Carlos Javier Cortez 8 rebotes       | Rebs                                 | Darrol Michael Jones 5 rebotes        | Coliseo Rosado, San Andrés |  |
| Carlos Javier Cortez 4 asistencias   | Asists                               | Simón Gabriel Fernandez 5 asistencias | Coliseo Rosado, San Andrés |  |

| 30 de septiembre, 18:00             | Uruguay                            | 62 - 38                            | Paraguay                   |  |
| Reporte                             |                                    |                                    |                            |  |
| Parciales: 20-11, 9-7, 13-8, 20-12  | Parciales: 20-11, 9-7, 13-8, 20-12 | Parciales: 20-11, 9-7, 13-8, 20-12 | Coliseo Rosado, San Andrés |  |
| German Agustin Dellepiane 10 puntos | Pts                                | Fernando Gabriel Dose 11 puntos    | Coliseo Rosado, San Andrés |  |
| Hernando Caceres 8 rebotes          | Rebs                               | Santiago Daniel Cabrera 9 rebotes  | Coliseo Rosado, San Andrés |  |
| Lucas Vassallucci 5 asistencias     | Asists                             | Juan Martin Alonso 1 asistencia    | Coliseo Rosado, San Andrés |  |

| 30 de septiembre, 20:00              | Colombia                             | 44 - 79                              | Brasil                     |  |
| Reporte                              |                                      |                                      |                            |  |
| Parciales: 9-23, 14-20, 10-16, 11-20 | Parciales: 9-23, 14-20, 10-16, 11-20 | Parciales: 9-23, 14-20, 10-16, 11-20 | Coliseo Rosado, San Andrés |  |
| Tonny Jose Trocha 17 puntos          | Pts                                  | Wesley Henrique Goncalves 21 puntos  | Coliseo Rosado, San Andrés |  |
| Tonny Jose Trocha 10 rebotes         | Rebs                                 | Wesley Henrique Goncalves 13 rebotes | Coliseo Rosado, San Andrés |  |
| Luis Felipe Cortes 3 asistencias     | Asists                               | Deryk Evandro Ramos 6 asistencias    | Coliseo Rosado, San Andrés |  |

| 1 de octubre, 16:00                  | Argentina                            | 83 - 45                              | Ecuador                    |  |
| Reporte                              |                                      |                                      |                            |  |
| Parciales: 21-5, 23-12, 18-18, 21-10 | Parciales: 21-5, 23-12, 18-18, 21-10 | Parciales: 21-5, 23-12, 18-18, 21-10 | Coliseo Rosado, San Andrés |  |
| Matias Ismael Rodríguez 16 puntos    | Pts                                  | Rodrigo Oswaldo Haro 16 puntos       | Coliseo Rosado, San Andrés |  |
| Gonzalo Emanuel Torres 9 rebotes     | Rebs                                 | Carlos Javier Cortez 12 rebotes      | Coliseo Rosado, San Andrés |  |
| Juan Martin Campos 4 asistencias     | Asists                               | Carlos Javier Cortez 2 asistencias   | Coliseo Rosado, San Andrés |  |

| 1 de octubre, 18:00                   | Paraguay                              | 58 - 56                               | Chile                      |  |
| Reporte                               |                                       |                                       |                            |  |
| Parciales: 14-10, 17-14, 15-21, 12-11 | Parciales: 14-10, 17-14, 15-21, 12-11 | Parciales: 14-10, 17-14, 15-21, 12-11 | Coliseo Rosado, San Andrés |  |
| Leandro Evair Ferreira 23 puntos      | Pts                                   | Javier Andre Sotelo 16 puntos         | Coliseo Rosado, San Andrés |  |
| Juan Martin Alonso 11 rebotes         | Rebs                                  | Nicolas Ignacio Pavez 7 rebotes       | Coliseo Rosado, San Andrés |  |
| Cesar Mora 5 asistencias              | Asists                                | Simón Gabriel Fernández 4 asistencias | Coliseo Rosado, San Andrés |  |

| 1 de octubre, 20:00                  | Brasil                              | 83 - 56                                 | Uruguay                    |  |
| Reporte                              |                                     |                                         |                            |  |
| Parciales: 21-9, 11-9, 27-25, 24-13  | Parciales: 21-9, 11-9, 27-25, 24-13 | Parciales: 21-9, 11-9, 27-25, 24-13     | Coliseo Rosado, San Andrés |  |
| Enrico Bueno 20 puntos               | Pts                                 | Luciano Parodi 16 puntos                | Coliseo Rosado, San Andrés |  |
| Wesley Henrique Goncalves 10 rebotes | Rebs                                | Rodrigo Brause 5 rebotes                | Coliseo Rosado, San Andrés |  |
| Deryk Evandro Ramos 6 asistencias    | Asists                              | German Agustin Dellepiane 3 asistencias | Coliseo Rosado, San Andrés |  |

| 2 de octubre, 16:00                      | Paraguay                             | 52 - 76                              | Ecuador                    |  |
| Reporte                                  |                                      |                                      |                            |  |
| Parciales: 12-11, 14-20, 9-16, 17-29     | Parciales: 12-11, 14-20, 9-16, 17-29 | Parciales: 12-11, 14-20, 9-16, 17-29 | Coliseo Rosado, San Andrés |  |
| Leandro Evair Ferreira 18 puntos         | Pts                                  | Rodrigo Oswaldo Haro 35 puntos       | Coliseo Rosado, San Andrés |  |
| Fernando Gabriel Dose 16 rebotes         | Rebs                                 | Carlos Javier Cortez 14 rebotes      | Coliseo Rosado, San Andrés |  |
| Matias Giuliano Souberlich 2 asistencias | Asists                               | Rodrigo Oswaldo Haro 3 asistencias   | Coliseo Rosado, San Andrés |  |

| 2 de octubre, 18:00                  | Brasil                               | 66 - 48                              | Chile                      |  |
| Reporte                              |                                      |                                      |                            |  |
| Parciales: 12-13, 21-0, 17-19, 16-16 | Parciales: 12-13, 21-0, 17-19, 16-16 | Parciales: 12-13, 21-0, 17-19, 16-16 | Coliseo Rosado, San Andrés |  |
| Wesley Henrique Goncalves 15 puntos  | Pts                                  | Pablo Andrés Barraza 10 puntos       | Coliseo Rosado, San Andrés |  |
| Wesley Henrique Goncalves 10 rebotes | Rebs                                 | Pablo Andrés Barraza 5 rebotes       | Coliseo Rosado, San Andrés |  |
| Arthur Pecos Fernandes 4 asistencias | Asists                               | Pablo Andrés Barraza 4 asistencias   | Coliseo Rosado, San Andrés |  |

| 2 de octubre, 20:00                   | Argentina                             | 75 - 53                               | Colombia                   |  |
| Reporte                               |                                       |                                       |                            |  |
| Parciales: 23-14, 17-11, 20-16, 15-12 | Parciales: 23-14, 17-11, 20-16, 15-12 | Parciales: 23-14, 17-11, 20-16, 15-12 | Coliseo Rosado, San Andrés |  |
| Martin Massone 18 puntos              | Pts                                   | Tonny Jose Trocha 17 puntos           | Coliseo Rosado, San Andrés |  |
| Gabriel Deck 8 rebotes                | Rebs                                  | Tonny Jose Trocha 10 rebotes          | Coliseo Rosado, San Andrés |  |
| Martin Massone 4 asistencias          | Asists                                | Juan Jose Lopez 4 asistencias         | Coliseo Rosado, San Andrés |  |

| 3 de octubre, 16:00                  | Uruguay                              | 117 - 46                              | Ecuador                    |  |
| Reporte                              |                                      |                                       |                            |  |
| Parciales: 32-12, 29-10, 32-16, 24-8 | Parciales: 32-12, 29-10, 32-16, 24-8 | Parciales: 32-12, 29-10, 32-16, 24-8  | Coliseo Rosado, San Andrés |  |
| Rodrigo Brause 22 puntos             | Pts                                  | Jonathan Stephano Ponce 13 puntos     | Coliseo Rosado, San Andrés |  |
| Facundo Alonso 5 rebotes             | Rebs                                 | Guido Daniel Ramirez 8 rebotes        | Coliseo Rosado, San Andrés |  |
| Luciano Parodi 8 asistencias         | Asists                               | Jonathan Stephano Ponce 3 asistencias | Coliseo Rosado, San Andrés |  |

| 3 de octubre, 18:00                  | Colombia                             | 52 - 60                              | Paraguay                   |  |
| Reporte                              |                                      |                                      |                            |  |
| Parciales: 9-12, 15-10, 16-14, 12-24 | Parciales: 9-12, 15-10, 16-14, 12-24 | Parciales: 9-12, 15-10, 16-14, 12-24 | Coliseo Rosado, San Andrés |  |
| Tonny Jose Trocha 23 puntos          | Pts                                  | Leandro Evair Ferreira 17 puntos     | Coliseo Rosado, San Andrés |  |
| Tonny Jose Trocha 15 rebotes         | Rebs                                 | Santiago Daniel Cabrera 9 rebotes    | Coliseo Rosado, San Andrés |  |
| Juan Jose Lopez 5 asistencias        | Asists                               | Matias Giuliano Souberlich 2 rebotes | Coliseo Rosado, San Andrés |  |

| 3 de octubre, 20:00                   | Argentina                             | 73 - 65                               | Brasil                     |  |
| Reporte                               |                                       |                                       |                            |  |
| Parciales: 24-16, 13-12, 17-14, 19-23 | Parciales: 24-16, 13-12, 17-14, 19-23 | Parciales: 24-16, 13-12, 17-14, 19-23 | Coliseo Rosado, San Andrés |  |
| Matias Bernardini 16 puntos           | Pts                                   | Wesley Henrique Goncalves 11 puntos   | Coliseo Rosado, San Andrés |  |
| Matias Bernardini 6 rebotes           | Rebs                                  | Wesley Henrique Goncalves 12 rebotes  | Coliseo Rosado, San Andrés |  |
| Franco Alberto Videla 5 asistencias   | Asists                                | David Agusto Santos 2 asistencias     | Coliseo Rosado, San Andrés |  |

## Partido por el 5 lugar
| 4 de octubre, 15:00                 | Chile                               | 57 - 80                             | Colombia                   |  |
| Reporte                             |                                     |                                     |                            |  |
| Parciales: 9-14, 26-22, 6-21, 16-23 | Parciales: 9-14, 26-22, 6-21, 16-23 | Parciales: 9-14, 26-22, 6-21, 16-23 | Coliseo Rosado, San Andrés |  |
| Pablo Andrés Barraza 16 puntos      | Pts                                 | Tonny Jose Trocha 20 puntos         | Coliseo Rosado, San Andrés |  |
| Pablo Andrés Barraza 5 rebotes      | Rebs                                | Tonny Jose Trocha 16 rebotes        | Coliseo Rosado, San Andrés |  |
| Nicolas Ignacio Pavez 2 asistencias | Asists                              | Juan Jose Lopez 7 asistencias       | Coliseo Rosado, San Andrés |  |

## Fase Final

### Partido por el 3 lugar
| 4 de octubre, 17:00                 | Uruguay                             | 66 - 44                             | Paraguay                   |  |
| Reporte                             |                                     |                                     |                            |  |
| Parciales: 27-6, 6-16, 20-11, 13-11 | Parciales: 27-6, 6-16, 20-11, 13-11 | Parciales: 27-6, 6-16, 20-11, 13-11 | Coliseo Rosado, San Andrés |  |
| Lucas Vassallucci 19 puntos         | Pts                                 | Leandro Evair Ferreira 17 puntos    | Coliseo Rosado, San Andrés |  |
| Rodrigo Brause 10 rebotes           | Rebs                                | Marcelo Manuel Ferreira 7 rebotes   | Coliseo Rosado, San Andrés |  |
| Luciano Parodi 6 asistencias        | Asists                              | Juan Martin Alonso 2 asistencias    | Coliseo Rosado, San Andrés |  |

### Final
| 4 de octubre, 19:00                  | Argentina                            | 67 - 49                              | Brasil                     |  |
| Reporte                              |                                      |                                      |                            |  |
| Parciales: 11-15, 12-13, 18-8, 26-13 | Parciales: 11-15, 12-13, 18-8, 26-13 | Parciales: 11-15, 12-13, 18-8, 26-13 | Coliseo Rosado, San Andrés |  |
| Matias Bernardini 17 puntos          | Pts                                  | Arthur Pecos Fernandes 10 puntos     | Coliseo Rosado, San Andrés |  |
| Lucas Jesús Chaves 6 rebotes         | Rebs                                 | Wesley Henrique Goncalves 8 rebotes  | Coliseo Rosado, San Andrés |  |
| Lucas Jesús Chaves 3 asistencias     | Asists                               | Arthur Pecos Fernandes 2 asistencias | Coliseo Rosado, San Andrés |  |

| Argentina         |
| Campeón Argentina |
| Quinto Título     |

## Clasificación
| Posición | Equipo    |
| -------- | --------- |
| 1        | Argentina |
| 2        | Brasil    |
| 3        | Uruguay   |
| 4        | Paraguay  |
| 5        | Colombia  |
| 6        | Chile     |
| 7        | Ecuador   |

## Clasificados al FIBA Américas Sub-16 2010
| Bandera de Argentina | Bandera de Brasil | Bandera de Uruguay |
| Argentina            | Brasil            | Uruguay            |
| -------------------- | ----------------- | ------------------ |